# Hospital Santa Isabel (Blumenau)
O Hospital Santa Isabel é um hospital geral de Blumenau, Santa Catarina, Brasil. Caracteriza-se pela liderança nos serviços de alta complexidade e por seu pioneirismo no estado.[carece de fontes?] Foi fundado e mantido pela Sociedade Divina Providência.
Com uma média de 14 mil internações por ano e um Serviço de Emergência que atende toda a região do Médio Vale do Itajaí, o Santa Isabel conta com uma equipe de cerca de 1.200 colaboradores, além dos profissionais de serviços terceirizados, como laboratório de análises clínicas. O trabalho multidisciplinar das equipes permite uma atenção a todos os aspectos da saúde do paciente, com objetivo de proporcionar uma recuperação rápida e completa.
Nos últimos anos, o hospital tem se destacado por sua excelente atuação na área de transplantes de órgãos sólidos como fígado, rins, pâncreas e coração.

## História

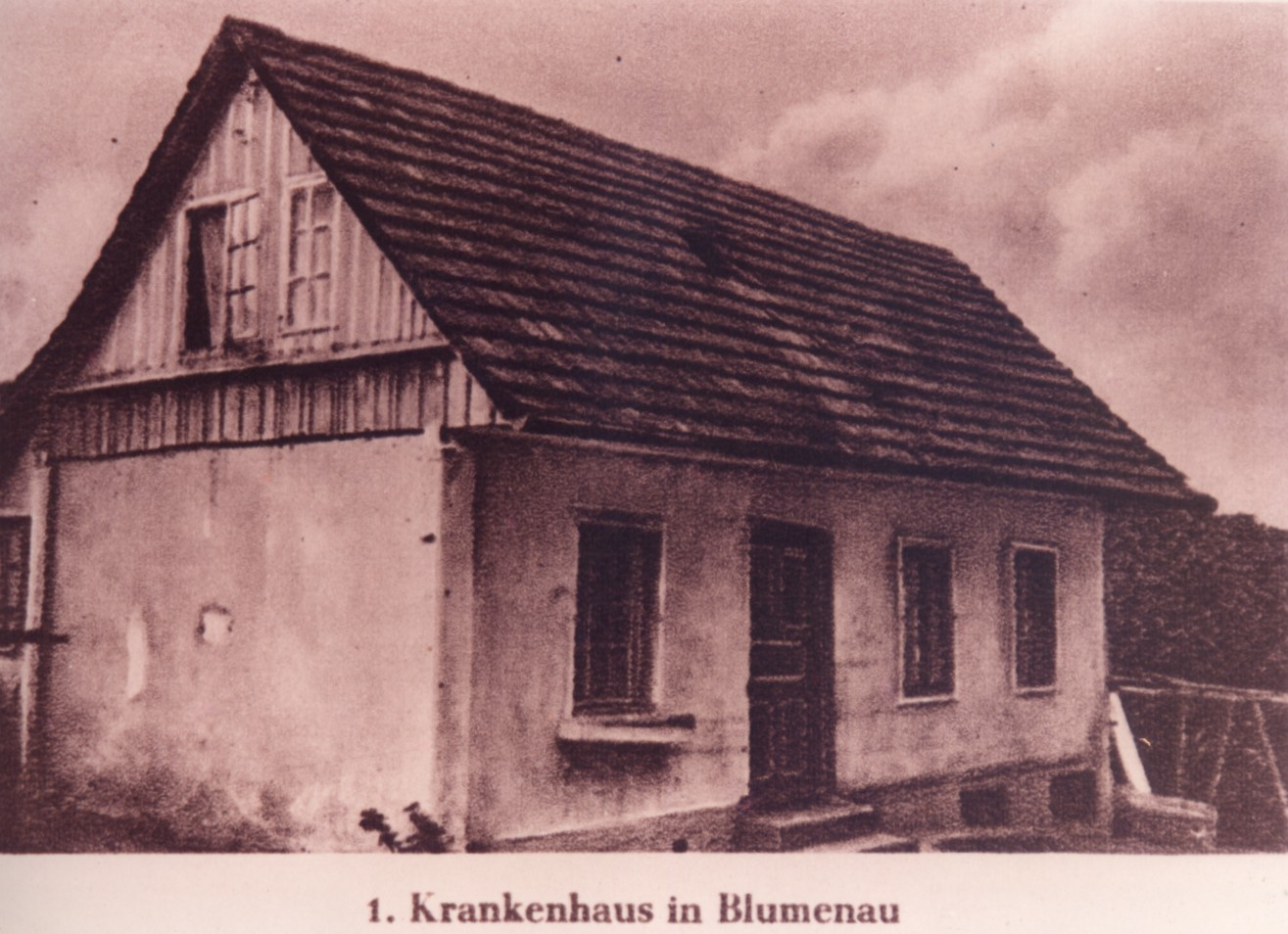
Primeira casa onde funcionou o hospital, em 1909.

O Santa Isabel começou sua trajetória com a chegada das primeiras irmãs da Divina Providência ao Brasil, em 1895. Durante os primeiros anos, praticaram a enfermagem ambulante em toda a região. Na época, o Dr. Ernst Sappelt, que trabalhava em Blumenau, pediu para as irmãs que cuidassem dos seus pacientes mais graves. Foi então que elas providenciaram um quarto para o tratamento dos doentes. Localizado dentro do Colégio Sagrada Família, aos poucos tornou-se insuficiente devido à chegada de mais doentes. Era hora de ampliar.
As irmãs utilizaram uma casa ao lado do colégio. A casa foi reformada e logo foi construída uma sala de cirurgia. Muitas senhoras da sociedade blumenauense arrecadaram fundos para pagar as despesas com a reforma e as construções. Nascia, em 4 de outubro de 1909, o Hospital Santa Isabel.
Mais tarde, o Padre Marzellus, superior dos reverendos padres franciscanos do Convento dos franciscanos de Blumenau, observando a necessidade de ampliação do Santa Isabel, consultou seu amigo, o engenheiro Bundgens, que apresentou algumas plantas para a construção de um novo hospital.
Alunos do Colégio Sagrada Família e do Colégio Franciscano ajudaram na arrecadação de fundos para a nova construção. Mesmo durante as obras o hospital não parou de funcionar, atendendo à população da região.
Em 15 de outubro de 1916 terminava a construção do Hospital Santa Isabel, inaugurado com uma grande festa que envolveu toda a comunidade. A competência dos médicos, irmãs e enfermeiras trouxe grandes benefícios para toda a população blumenauense.
Inicialmente, o hospital contava com dois salões com 20 leitos cada, mas a partir de 1916, não parou de crescer. Hoje, conta com mais de 20 mil metros quadrados de área construída. Foi pioneiro na implantação de equipamentos e serviços como raio X (em 1920), tomografia computadorizada (1982), angiografia digital (1992) e serviço de medicina nuclear (1992).
Em 1973 deu-se início aos trabalhos na unidade de terapia intensiva (UTI). Em 1976 criou-se a Comissão de Controle de Infecção Hospitalar (CCIH) e começou o funcionamento da sala de hemodiálise.
A história dos transplantes no hospital tem início em 1980 com o primeiro transplante renal. Os primeiros transplantes cardíacos e de fígado do estado seriam realizados em 2000 e em 2002, respectivamente, no próprio Hospital Santa Isabel.

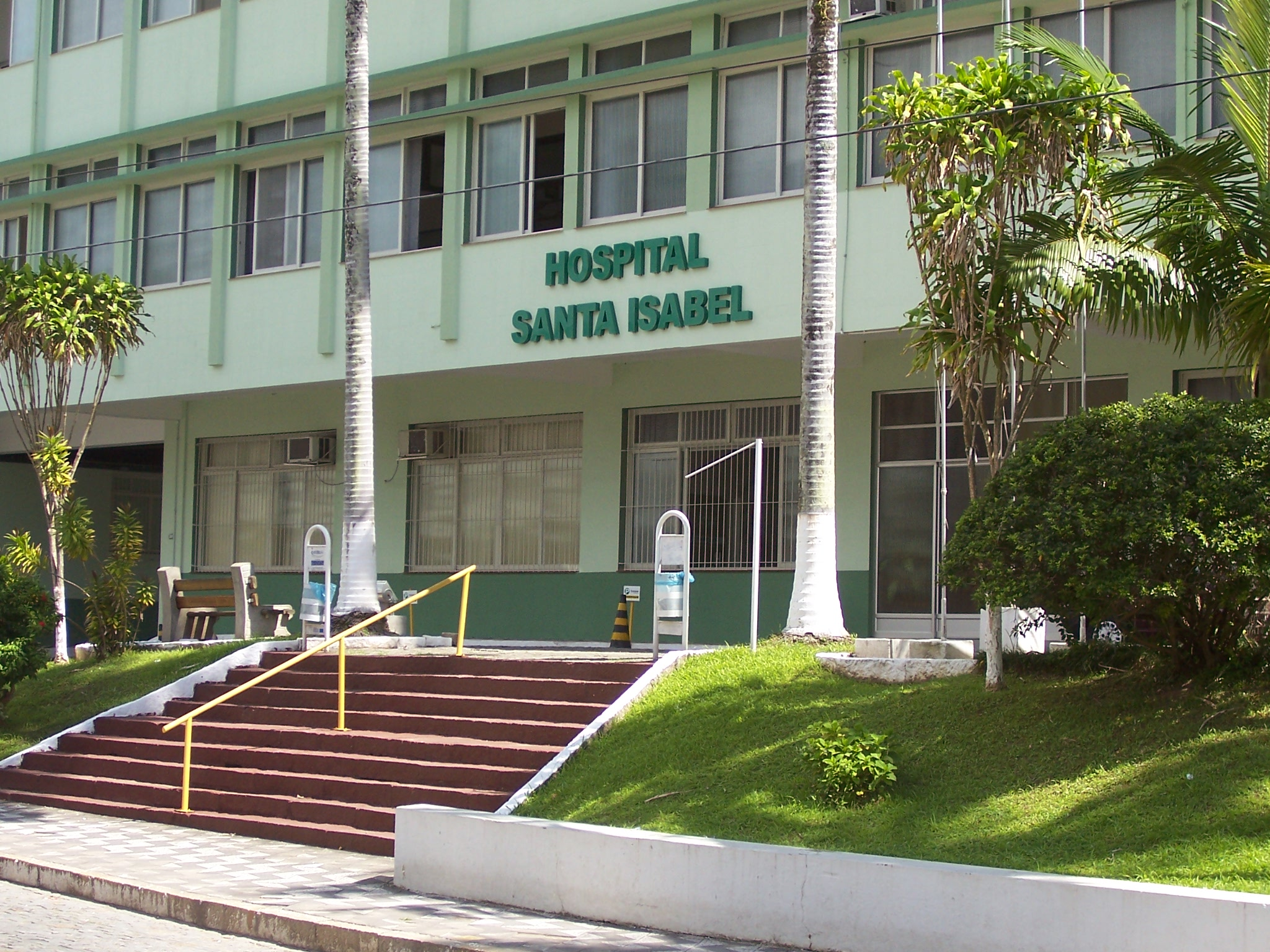
Foto da Fachada.

O hospital obteve renome pela região Sul do Brasil, recebendo do Ministério da Saúde o Prêmio de Qualidade Hospitalar (Categoria Estadual), em 2001, conquistando o prêmio Hospital Best (como Melhor Hospital de Santa Catarina), em 2004, e sendo reconhecido pelo Ministério da Saúde como a melhor Comissão de Transplantes de Órgãos do país, em 2006.
Comemorando seu centenário no ano de 2009, lançou uma revista comemorativa e um vídeo institucional, que marcam a trajetória do hospital e a sua importância para a comunidade catarinense.

## Valores

### Missão
Oferecer serviços de excelência em saúde, com ética, direcionados à promoção da vida, buscando inovação e aperfeiçoamento humano.

### Visão
Ser reconhecida como a melhor Instituição prestadora de Serviços de Saúde na região Sul do Brasil, sendo auto-sustentável, proporcionando a satisfação dos clientes e colaboradores.

### Valores
Humanização e solidariedade; carisma e espiritualidade; competência; comprometimento; inovação; ética.

## Estrutura
O Hospital Santa Isabel possui 250 leitos em aproximadamente 22.900m². As acomodações são diferenciadas em suítes, apartamentos e quartos coletivos. As suítes e os apartamentos contam com serviço de hotelaria com: TV a cabo, frigobar, ar condicionado, telefone e leito para acompanhante.
O Serviço de Emergência do Hospital Santa Isabel dispõe de completa equipe médica, disponível 24 horas por dia, além de instalações e equipamentos especialmente projetados e acesso direto. O hospital possui também duas Unidades de Terapia Intensiva (UTIs) com 20 e 9 leitos.
A Maternidade Bertha Louise, instalada no hospital, é equipada com salas para parto normal e cirúrgico, salas de pré-parto privativa e semi-privativa e de recuperação.

## Primeiros transplantes
- Rins - 1980 (segundo do Estado de Santa Catarina)[5]
- Coração - 2000 (primeiro do Estado de Santa Catarina)[6]
- Fígado - 2002 (primeiro do Estado de Santa Catarina)[7]
- Pâncreas - 2005 (primeiro do Estado de Santa Catarina)[8]

## Residência médica
O Hospital Santa Isabel oferece residência médica nas seguintes especialidades:
- Clínica Médica
- Cirurgia Geral
- Neurologia
- Neurocirurgia
- Cirurgia Vascular
- Radiologia
- Nefrologia

## Células-tronco
O Santa Isabel é o único hospital no Estado de Santa Catarina a participar do Estudo Multicêntrico Randomizado de Terapia Celular em Cardiopatias, buscando novas possibilidades de tratamento do infarto agudo do miocárdio.